# Ancyroniscus bonnieri
Ancyroniscus bonnieri är en kräftdjursart som beskrevs av Maurice Caullery och Mesnil 1919. Ancyroniscus bonnieri ingår i släktet Ancyroniscus och familjen Cabiropidae. Inga underarter finns listade i Catalogue of Life.